# Clitenella ignitincta
Clitenella ignitincta is een keversoort uit de familie bladkevers (Chrysomelidae). De wetenschappelijke naam van de soort werd in 1878 gepubliceerd door Léon Marc Herminie Fairmaire.